# Helcomyzidae
Famille
Les Helcomyzidae sont une famille de diptères.

## Liste des genres
Selon World Register of Marine Species (19 mai 2019) :
- genre Helcomyza Curtis, 1825
- genre Maorimyia Tonnoir & Malloch, 1928
- genre Paractora Bigot, 1888